# Migas insularis
Migas insularis är en spindelart som beskrevs av Wilton 1968. Migas insularis ingår i släktet Migas och familjen Migidae. Inga underarter finns listade i Catalogue of Life.